# Olympische Sommerspiele 1992/Teilnehmer (Philippinen)
| Gelbes Symbol für Goldmedaillen mit stilisierten Olympischen Ringen | Graues Symbol für Silbermedaillen mit stilisierten Olympischen Ringen | Braundes Symbol für Bronzemedaillen mit stilisierten Olympischen Ringen |
| ------------------------------------------------------------------- | --------------------------------------------------------------------- | ----------------------------------------------------------------------- |
| —                                                                   | —                                                                     | 1                                                                       |

Die Philippinen nahmen an den Olympischen Sommerspielen 1992 in Barcelona mit einer Delegation von 26 Athleten (24 Männer und zwei Frauen) an 29 Wettkämpfen in neun Sportarten teil. Fahnenträger bei der Eröffnungsfeier war der Boxer Arlo Chavez.

## Medaillengewinner

### Bronze
| Name         | Sportart | Wettkampf                  |
| ------------ | -------- | -------------------------- |
| Roel Velasco | Boxen    | Männer, Halbfliegengewicht |

## Teilnehmer nach Sportarten

### Boxen
Männer
- Charlie Baleña
Federgewicht: 1. Runde

- Arlo Chavez
Halbweltergewicht: 2. Runde

- Ronald Chavez
Leichtgewicht: Viertelfinale

- Roberto Jalnaiz
Bantamgewicht: Viertelfinale

- Roel Velasco
Halbfliegengewicht: Bronze

- Isidro Vicera
Fliegengewicht: 2. Runde

### Fechten
Männer
- Walter Torres
Florett, Einzel: 53. Platz

### Judo
Männer
- John Baylon
Halbmittelgewicht: 22. Platz

- Jerry Dino
Ultraleichtgewicht: 35. Platz

### Leichtathletik
Männer
- Héctor Begeo
3000 Meter Hindernis: Vorläufe

- Edward Lasquete
Stabhochsprung: 28. Platz in der Qualifikation

- Herman Suizo
Marathon: 52. Platz

### Radsport
Männer
- Norberto Oconer
Straßenrennen: DNF

- Domingo Villanueva
Straßenrennen: DNF

### Reiten
- Denise Cojuangco
Springen, Einzel: 77. Platz in der Qualifikation

### Schießen
| Männer - Emerito Concepción Luftgewehr: 41. Platz | Offene Klasse - Jaime Recio Trap: 49. Platz |

### Schwimmen
| Männer - Joseph Buhain 100 Meter Brust: 30. Platz 100 Meter Schmetterling: 36. Platz 200 Meter Lagen: 38. Platz 4 × 100 Meter Lagen: 18. Platz - Patrick Concepcion 100 Meter Brust: 35. Platz 200 Meter Brust: 28. Platz 4 × 100 Meter Lagen: 18. Platz - Leo Najera 100 Meter Rücken: 44. Platz 100 Meter Schmetterling: 54. Platz 4 × 100 Meter Lagen: 18. Platz - Raymond Papa 100 Meter Rücken: 43. Platz 200 Meter Rücken: disqualifiziert 4 × 100 Meter Lagen: 18. Platz | Frauen - Gillian Thomson 100 Meter Freistil: 34. Platz 200 Meter Freistil: 29. Platz 100 Meter Rücken: 18. Platz 200 Meter Rücken: 19. Platz |

### Segeln
- Richard Paz
Windsurfen: 31. Platz

- Mario Almario, Teodorico Asejo, & Juan Miguel Torres
Soling: 24. Platz